# Fingershop.ch
Fingershop.ch (Eigenschreibweise in Kleinbuchstaben) ist ein Schweizer Publikumsverlag, der auf Gebärdensprache, Gebärdensprachkultur und speziell Deutschschweizer Gebärdensprache (DSGS) spezialisiert ist, wobei schwerpunktmässig Kinder das Zielpublikum darstellen. Der Verlag wurde 2006 gegründet und hat seinen Sitz in Allschwil.
Der Verlag produziert Bücher, DVDs, Spiele, Lernkarten, Postkarten und Plakate zum Thema.

## Geschichte
Der Verlag wurde 2006 in Allschwil von der gehörlosen Gebärdensprachlehrerin und Visualpädagogin Marina Ribeaud gegründet und nahm mit dem Buch Das Gebärdensuchbuch seine Verlagstätigkeit auf. Für das erste in der Schweiz in Gebärdensprache erschienene Kinderbuch Maga und die verzauberten Ohren wurde der Verlag vom Schweizerischen Gehörlosenbund (SGB-FSS) mit einem Innovationspreis ausgezeichnet. Im Jahr 2009 wurde auf der Verlags-Website fingershop.ch eine zusätzliche Webseite eingerichtet, um auch anderen bzw. vom Verlag unabhängigen Gebärdensprachprojekten eine Verkaufsplattform anbieten zu können. 2012 erschien erstmals ein Kinderbuch sowohl in deutscher, wie auch in französischer und italienischer Version.
Der Verlag fingershop.ch ist ein Geschäftszweig der ubi levitas gmbH mit Sitz in Allschwil.

## Themen
Die Illustrationen werden von unterschiedlichen Künstlern gestaltet. Mit Gebärdensprache lernen 1 erschien erstmals im deutschsprachigen Raum ein Buch, das neben der Gebärdensprache auch die visuelle Sprachgrammatik vermittelt.

## Verein zur Förderung der Gebärdensprache bei Kindern
2009 wurde der Verein zur Förderung der Gebärdensprache bei Kindern gegründet, der die Förderung der Gebärdensprache in der Schweiz und speziell die Förderung der Deutschschweizer Gebärdensprache (DSGS) bei Kindern („in der Deutschschweiz bzw. im schweizerdeutschen Sprachraum“) zum Ziel hat. Dieser Unterstützungsverein ermöglicht die Finanzierung der verschiedenen Bücher und DVDs, die vom Verlag nicht kostendeckend produziert werden können. Gemeinsam mit dem Verein führt der Verlag eine Website (gebaerden-sprache.ch), die Hintergrundinformationen bietet zum Thema Gebärdensprache, wie z. B. zu Spracherwerb, Gebärdensprachkultur, Kurzbiografien von Gehörlosen, Diplomarbeiten, TV- und Radio-Sendungen, aber auch verschiedene Online-Tools, wie Lippenlesen und Fingeralphabet-Lernprogramme, welche von unterschiedlichen Autoren zur Verfügung gestellt werden.